# Le Gagnant du grand prix
Pour plus de détails, voir Fiche technique et Distribution.
Le Gagnant du grand prix (titre original : Zeb vs. Paprika) est un film muet américain, réalisé par Ralph Ceder, sorti le  16 mars 1924.

## Synopsis
Stan Laurel s'essaye en jockey et tente de gagner une course de trot.

## Fiche technique
- Titre : Le Gagnant du grand prix
- Titre original : Zeb vs. Paprika
- Réalisation : Ralph Ceder
- Scénario : Al Giebler
- Photographie : Frank Young
- Producteur : Hal Roach
- Société de distribution : Pathé Exchange
- Pays de production :  États-Unis
- Langue : anglais
- Format : Noir et blanc — 35 mm — 1,33:1 — Muet
- Genre : Comédie burlesque
- Durée : 22 minutes
- Date de sortie :
  - États-Unis : 16 mars 1924

## Distribution
- Stan Laurel - Dippy Donawho
- James Finlayson - Son entraineur
- Ena Gregory
- George Rowe - le jockey rival de Stan
- Eddie Baker - Stable hand
- Jack Ackroyd
- Mildred Booth
- Sammy Brooks
- Billy Engle
- Al Forbes
- Dick Gilbert
- William Gillespie
- Helen Gilmore
- Charlie Hall
- Fred Karno Jr.
- Charles Lloyd
- Earl Mohan
- John B. O'Brien
- Al Ochs
- Harry L. Rattenberry
- Noah Young

## Sources
- DVD «  Stan Laurel - 16 courts métrages - 1923-1925 », 2008 - publié par MK2